# Cicindela willistoni
Cicindela willistoni är en skalbaggsart som beskrevs av Leconte 1879. Cicindela willistoni ingår i släktet Cicindela och familjen jordlöpare.

## Underarter
Arten delas in i följande underarter:
- C. w. echo
- C. w. estancia
- C. w. funaroi
- C. w. hirtifrons
- C. w. praedicta
- C. w. pseudosenilis
- C. w. sulfontis
- C. w. willistoni